# والتر بيريز (عداء سريع)
والتر بيريز (بالإسبانية: Walter Pérez)‏ هو عداء سريع أوروغواياني، ولد في 1 نوفمبر 1924 في مونتفيدو في الأوروغواي، وتوفي في 30 ديسمبر 2009.

## وصلات خارجية
- والتر بيريز على موقع أوليمبيديا (الإنجليزية)